# Day & Age
Day & Age je třetí studiové album nevadské skupiny The Killers. Obsahuje 10 skladeb.

## Seznam skladeb
1. Losing Touch [04:15]
2. Human [04:05]
3. Spaceman [04:44]
4. Joy Ride [03:33]
5. A Dustland Fairytale [03:45]
6. This Is Your Life [03:40]
7. I Can't Stay [03:06]
8. Neon Tiger [03:05]
9. The World We Live In [04:39]
10. Goodnight, Travel Well [06:50]